# Broeckinella
Broeckinella es un género de foraminífero bentónico de la subfamilia Pseudochoffatellinae, de la familia Cyclamminidae, de la superfamilia Loftusioidea, del suborden Loftusiina y del orden Loftusiida. Su especie tipo es Broeckinella arabica. Su rango cronoestratigráfico abarca desde el Santoniense hasta el Maastrichtiense (Cretácico superior).

## Discusión
Clasificaciones previas incluían Broeckinella en el suborden Textulariina del orden Textulariida o en el orden Lituolida.

## Clasificación
Broeckinella incluye a las siguientes especies:
- Broeckinella arabica †
- Broeckinella aragonensis †
- Broeckinella magna †
- Broeckinella neumannae †